# Гореня Вас-при-Полиці
Гореня Вас-при-Полиці (словен. Gorenja vas pri Polici) — поселення в общині Гросуплє, Осреднєсловенський регіон, Словенія. Висота над рівнем моря: 502,4 м.